# とうほく元気です!TV
『とうほく元気です!TV』（とうほくげんきです!テレビ）は、2012年4月7日から2013年3月30日まで東日本放送（KHB）をはじめ、東北6県のテレビ朝日系列局のブロックネット他で放送されていた情報バラエティ番組である。放送時間は、毎週土曜12:00 - 12:55（JST）。
東日本放送制作による土曜昼のブロックネット番組としては2010年3月27日まで放送されていた『ひるまにあん』以来2年ぶりであり、地上波デジタル放送完全移行後初の東北ブロックネット番組でもある。また、東北エリア外の独立局であるとちぎテレビ・テレビ埼玉でも時差ネットで放送されていた。。

## 概説
基本コンセプトは、東北6県の魅力をクローズアップする情報番組で、毎週東北各地を生放送で結ぶ。
また、本番組の企画段階で、仮タイトルとして『とうほく元気宣言!ぐるっと』（とうほくげんきせんげん!ぐるっと）が挙げられていた。

## 企画・コーナー
- 元気です!探検隊
- パンチ佐藤の東北Dynamyte!

パンチ佐藤が東北各県を中継でめぐり、地元の良いところなどを紹介する。「Dynamyte!」と連呼することも定番である。
- ボクの細道
- 須藤彰の空紀行
- I LOVE とうほく（2012年12月より）

## 出演者

### 司会
- 中本賢（元ザ・ハンダース、タレント・俳優／川崎市教育委員）

### アシスタント
- 若月貴代（KHBアナウンサー）

### レギュラー
- パンチ佐藤（元プロ野球選手、タレント）
- 福島和可菜（自衛隊出身アイドル）
- あどばるーん（お笑いコンビ）
- 佐藤華純（サンミュージック所属、パンチ佐藤の娘、2012年12月～）
- 須藤彰（カメラマン）
- 各局アナウンサーが週替わりで登場。

## ネット局
| 放送対象地域 | 放送局                | 系列           | 放送日時           | 備考                           |
| ------------ | --------------------- | -------------- | ------------------ | ------------------------------ |
| 宮城県       | 東日本放送（KHB）     | テレビ朝日系列 | 土曜 12:00 - 12:55 | 制作局                         |
| 青森県       | 青森朝日放送（ABA）   | テレビ朝日系列 | 土曜 12:00 - 12:55 |                                |
| 岩手県       | 岩手朝日テレビ（IAT） | テレビ朝日系列 | 土曜 12:00 - 12:55 |                                |
| 秋田県       | 秋田朝日放送（AAB）   | テレビ朝日系列 | 土曜 12:00 - 12:55 |                                |
| 山形県       | 山形テレビ（YTS）     | テレビ朝日系列 | 土曜 12:00 - 12:55 |                                |
| 福島県       | 福島放送（KFB）       | テレビ朝日系列 | 土曜 12:00 - 12:55 |                                |
| 栃木県       | とちぎテレビ（GYT）   | 独立局         | 土曜 19:00 - 19:55 | 同日時差ネット                 |
| 埼玉県       | テレビ埼玉（TVS）     | 独立局         | 土曜 16:00 - 16:55 | 2012年6月2日から同日時差ネット |

## 備考
- 2012年8月11日の福島放送での放送は阪神甲子園球場で行われていた第94回全国高等学校野球選手権大会「聖光学院×日大三高」の試合を生中継する為、番組開始以来初めて同日15:00 - 15:55で時差ネットで放送した。ちなみにこの日は、全編、生中継で放送されたため、随時、お知らせテロップを挿入していた。
- 高校野球予選や年末年始の編成で休止する場合もあった。